# 轉乘站

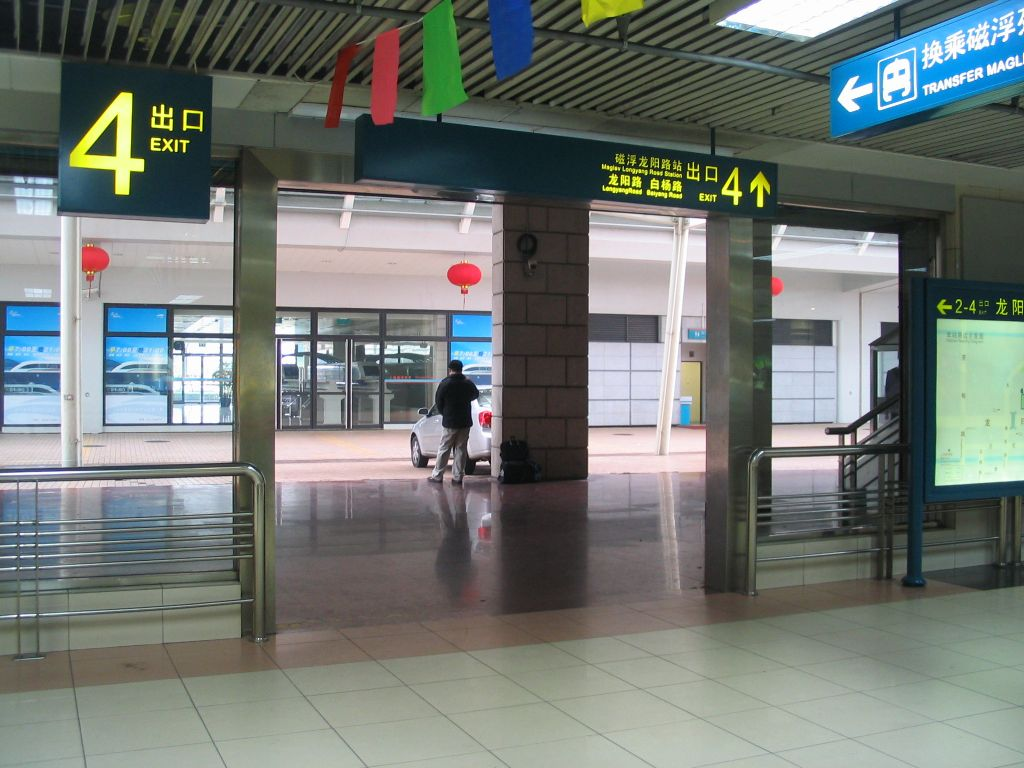
上海地鐵龍陽路站的乘客只需穿過出口，利用電動扶梯即可到達磁浮線大堂。

转乘站（英語：Transfer Station）是城市軌道交通系統的專用詞，是指一個或多個鐵路車站，供乘客在不同路線之間進行轉乘，期間需要離開車站付費區。具體地說，就是乘客在某個車站下車，需離開車站付費區，才可以由原本乘坐的路線，轉換至另一條路線繼續行程，而車費計算方式及是否需要另行購票則按鐵路營運商於轉乘站的安排、乘客支付車資的方法而不同。如鐵路營運商沒有於轉乘站為乘客設立乘坐里程連續計算的機制，轉乘前後的乘坐里程會獨立計算。
無論是否需要另行購買車票，毋需離開車站付費區就可轉乘路線的車站稱為付費區內轉乘站。在一般口頭語下，换乘站與转乘站不作區分。其中，台灣統稱為轉乘站，香港統稱為轉車站，中國大陸統稱為换乘站，而新加坡則統稱為转换站。如乘客在車站轉車過程中可直接透過轉車閘機往返兩線間的收費區（即乘客毋需離開車站付費區），則該車站亦屬換乘站。
在沒有設立驗票閘門和付費區的鐵路系統中（如瑞士聯邦鐵路、德國鐵路、柏林地鐵），乘客毋須出入閘即可進出車站，因此於不同路線的月台來往亦不會有閘門。乘客只需持有適用於兩線的鐵路票券即可於兩線間轉乘。

## 分類
閘外轉乘大致可分為站內轉乘及站外轉乘兩種。站內的閘外轉乘又可細分為跨月台、大堂及通道轉乘。

### 跨月台轉乘（共構）
成都地铁犀浦站（成都地铁2号线和国家铁路成灌铁路于犀浦站跨月台轉乘，為中国首个城市轨道交通与国家铁路跨月台轉乘的案例）運營初期，國鐵下車乘客可以直接通過站台上設立的國鐵出站閘機和地鐵進站閘機轉乘地鐵，而地鐵下車乘客需出站後從車站1樓進入國鐵候車廳轉乘國鐵。轉乘需重新購買車票。2017年7月25日起，犀浦站正式施行國鐵、地鐵的同台交互轉乘。2020年1月30日18时至2024年10月，地铁换国铁暂停同台轉乘。

### 大堂轉乘（共構）

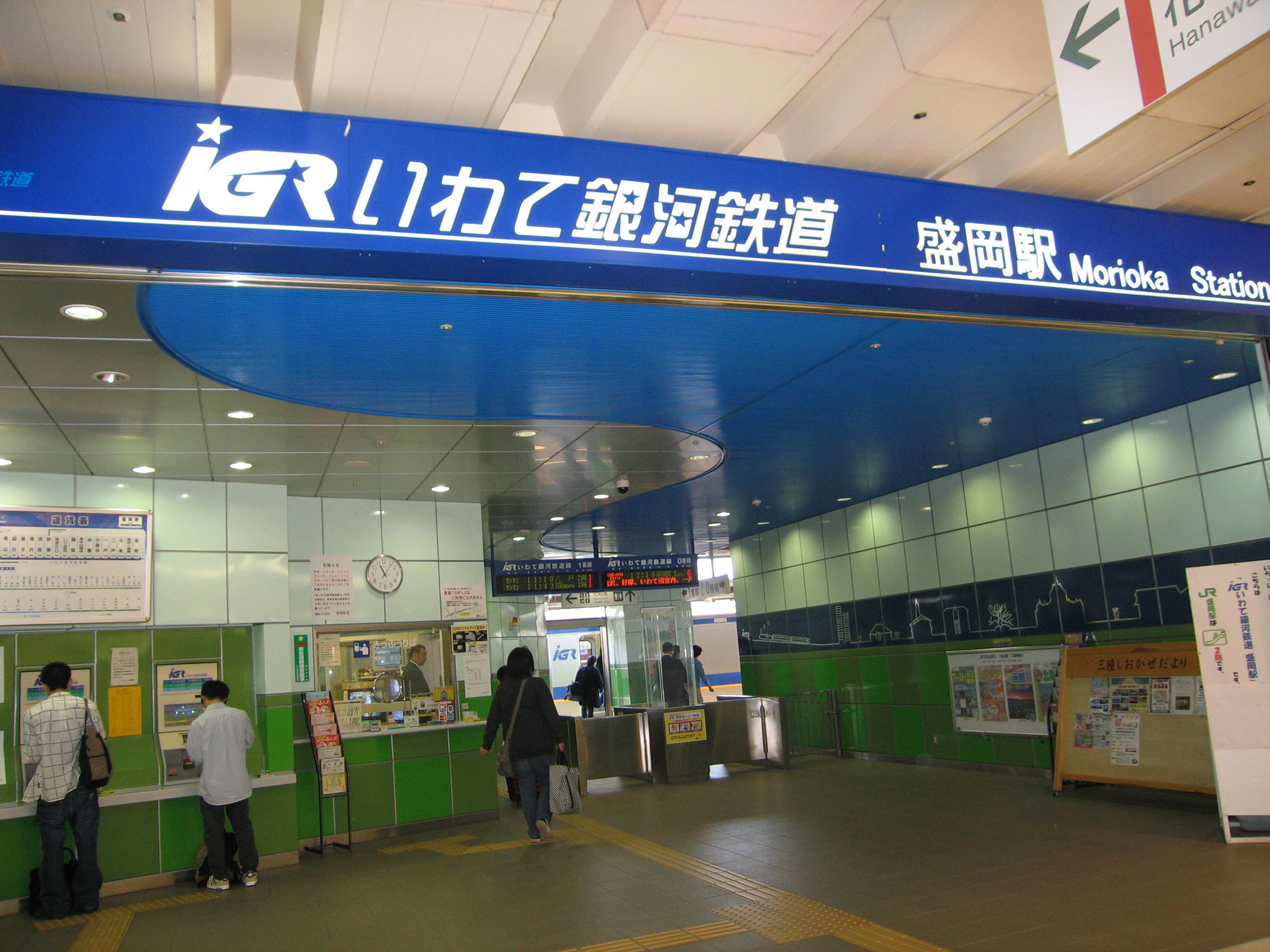
盛岡車站內專屬IGR岩手銀河鐵道的剪票口

兩條路線無論是否由同一經營方經營，若兩線興建前的規劃允許將兩條路線的月台設置在同一車站站體內，或地理 / 資金 / 營運上容許原有車站站體擴展或改造以容納後來的路線，就能讓乘客毋需離開車站即可轉車。乘客下車後可能需要利用樓梯或電動扶梯，到達位於另一樓層的車站大堂，離開付費區（出閘），然後進入另一路線的付費區（入閘），再前往另一條路線的月臺，例如在台北車站內，台鐵、高鐵月台層位於地下2樓，台北捷運板南線位於地下3樓，淡水信義線則位於地下4樓。乘客可於付費區外前往不同樓層以完成台鐵、高鐵、捷運間的轉乘。日本一些原本由國鐵或JR營運的路線，在移轉給第三部門鐵道經營後，大多採共構的方式方便乘客轉乘，但JR與第三部門鐵道普遍會於車站內使用各自的月台、設立各自的付費區，例如東日本旅客鐵道（JR東日本）與IGR岩手銀河鐵道的盛岡車站。
在北京地鐵的三元桥站、东直门站、北新桥站和草桥站（草桥站预留了19号线与大兴机场线的换乘专用闸机，但暂未启用），如果乘客需要换乘首都机场线/大兴机场线，则需刷卡出站再重新付费进站，虽然整个轉乘过程并不出车站的站体。在上海軌道交通龍陽路站，乘客離開2號線車站後只需步行十米，即可利用電動扶梯到達磁浮線大堂。上述機場線路计价方式與市內其他地鐵線不同，因此機場線路轉乘市內其他地鐵線時需離開付費區重新支付另一程车资。

### 通道轉乘（共站）
部分車站或車站組合會因不同原因而沒有將不同路線設於同一站體。下列是使兩條鐵路線無法均設於同一站體內的可能原因：
- 規劃時並未有考慮將兩線整合於同一站體，地理 / 資金 / 營運上的限制使原有車站無法擴展或改造以容納後來的路線（若兩線並非同一時期落成）
- 地理 / 資金 / 營運上的限制使規劃時未能將兩線整合於同一站體（若兩線於同一時期落成）

若兩條路線的車站站體沒有共構，但站與站之間設置專供轉乘的通道，則屬於共站。若兩站體間的轉乘通道未能使乘客於付費區內完成轉乘，則該車站 / 車站組合屬於轉乘站。例如香港港鐵的尖沙咀站與尖東站共站，乘客需要出閘後經站內的付費區外通道前往另一線的付費區閘口入閘。
台灣高鐵苗栗車站與2016年站房北移後的台鐵豐富車站之間建立了付費區外轉乘通道。新北產業園區站（環狀線）和三重站（中和新蘆線）的台北捷運站站體與桃園捷運機場線站體間亦建有轉乘通道。由於台北捷運與機場捷運的票務系統沒有整合，兩者間的轉乘通道均位於付費區外。
有時候乘客亦需要在轉乘中途轉換樓層。

### 站外轉乘

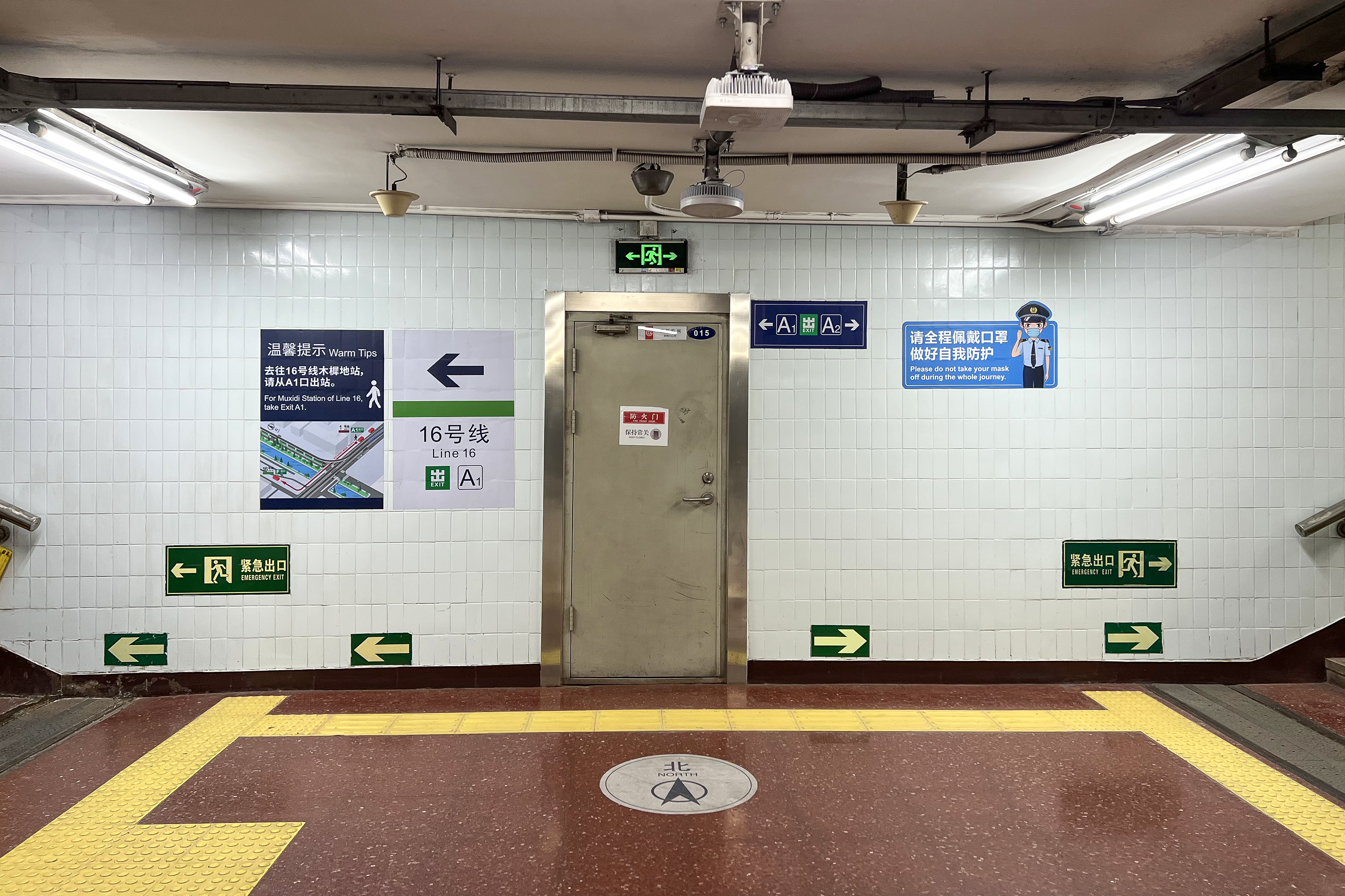
北京地铁1号线木樨地站A口非付费区贴有出站换乘16号线的标示

兩條路線的車站設於相距較遠的位置，由於資金或技術上的限制，未能興建轉乘通道，乘客便需在轉乘途中離開車站範圍。乘客需要先出閘，然後經過站外通道進入另外一個車站。
譬如北京地铁1号线和16号线的木樨地站之间相隔三里河路和永定河引水渠且换乘通道尚未开工建设，12号线和13号线的大钟寺站之间的换乘通道仍需等候上盖开发工程以及配合13号线分拆工程同步实施之后才能实现站內换乘，乘客亦需出站经由地面步行换乘。
其他站外轉乘例子有：
- 上海地鐵：上海火车站站（1号线与3/4号线）、南京西路站（2号线-12号线-13号线均为出站换乘[4]）、虹桥2号航站楼站、长清路站、曹杨路站（3/4/11号线与14号线）等；
- 广州地铁：林和西站（廣州地鐵3號線與APM线）、广州塔站（3号线、APM线與海珠有軌電車1號線）；（必须结算前程车资后重新入站）
- 深圳地鐵：福田口岸站（4号线与10号线）；（必须结算前程车资后重新入站）
- 港鐵：九龍站與柯士甸站，屯門站、兆康站、天水圍站及元朗站（屯馬綫與輕鐵）；
- 台北捷運：板南線與環狀線的板橋站。
- 天津地铁：和平路站，（3号线与4号线）。
- 東京地鐵/都營地鐵：淺草線與大江戶線的藏前站（需在地面步行約270米轉乘，其中一段更需橫過馬路）；
- 巴生谷综合运输系统：武吉免登站（吉隆坡單軌列車和加影線）；
- 華盛頓地鐵：紅線法拉格特北站與橙/銀/藍線法拉格特西站[5]；
- 芝加哥地鐵：州／湖站與湖站、湖站與華盛頓站[6]；
- 莫斯科地鐵6號線國經成就展站與莫斯科單軌展覽中心站。

## 設轉乘優惠/機制的車站
若兩線由同一經營方經營，乘客如使用電子貨幣支付車資，於兩線間進行付費區外轉乘時普遍會設有轉乘優惠或機制，如乘車里程連續計算、首程/次程車資減免等。如乘客使用現金購買單程票，進行付費區外轉乘時普遍需要再另外購票。香港、北京、上海（称为虚拟换乘站）、華盛頓、芝加哥和倫敦等地的地鐵系統中，如乘客需經付費區外於兩條地鐵路線間轉乘，經營方會於部分車站間提供有条件乘車里程連續計算的機制，只要以有效出入閘的智慧卡在限時内进入邻线闸机，就會被视为连续乘车而不独立计算里程。因此使用单程票的乘客仍需另行购票。
若兩線均在鐵路週遊票的適用範圍內，使用該票進行出閘轉乘的乘客就毋需另外購票。
少數情況下，使用單程票的乘客可於專供轉線的閘機出閘，之後用同一張車票於鄰線閘機入閘（如東京地下鐵、廣州地鐵、成都地鐵）。以下只列出已投入服務、設轉乘優惠/機制的轉乘站例子。

### 中国大陆

#### 重慶軌道交通
持有重庆通卡的乘客可以享受虚拟换乘连续计费的車站有:
- 歇檯子站，1号线和5号线
- 觀音橋站，3号线和9号线
- 楊家坪站，2号线和18号线

#### 上海軌道交通
虚拟换乘（出站换乘）站
使用上海公共交通卡（或手机扫码进出站）时，若在下列车站出闸后30分钟内进入邻线闸机，此站相当于换乘站，乘坐里程连续计算。
- 1号线与3号线/1号线与4号线：上海火车站
- 2号线与10号线：虹桥2号航站楼站（市区方向可站内换乘，其他方向可通过穿过列车实现站内换乘）
- 2号线、12号线与13号线：南京西路站
- 3号线/4号线/11号线与14号线：曹杨路站
- 7号线与13号线：长清路站

#### 北京地铁
虚拟换乘（出站换乘）站
- 1号线、2号线复兴门站与19号线太平桥站[7]
- 7号线广安门内站与19号线牛街站[7]
- 1号线与16号线木樨地站（2022年12月31日起）[8]
- 12号线与13号线大钟寺站[9][10]

#### 南京地铁
虚拟换乘（出站换乘）站
- 1号线、5号线：竹山路站

#### 杭州地铁
虚拟换乘（出站换乘）站
- 1号线、4号线火车东站与6号线、19号线火车东站（东广场）

#### 天津地铁
使用公交卡，天津地铁app时，若在下列车站出闸后30分钟内进入邻线闸机，此站相当于换乘站，乘坐里程连续计算。
- 3号线-4号线 和平路站

使用公交卡，天津地铁app在如下车站之间转乘的，若在下列车站出闸后30分钟内进入另一车站闸机，转乘设置联乘优惠，次程票价减免一元
- 1号线 小白楼站-4号线 徐州道站
- 9号线 一号桥站-10号线 龙涵道站
- 6号线 左江道站-10号线 友谊南路站

#### 广州地铁
使用转乘专用闸机时（可使用单程票换乘），若在下列车站出闸后30分钟内在邻线经转乘专用闸机重新入闸，此站相当于换乘站，乘坐里程连续计算。
- 5号线及10号线：五羊邨站
- 8号线及11号线：琶洲站

### 香港

#### 港鐵
有条件出閘换乘
- 使用八達通时，若在下列车站出闸后30分钟内进入邻线闸机，此站相当于轉車站，乘坐里程连续计算。使用單程票、二維碼或感應式信用卡則按兩個獨立車程分別計算票價。
  - 荃湾綫及屯馬綫：尖沙咀站及尖东站
- 乘客使用同一張八達通在港鐵和機場快綫間轉乘，即可豁免港鐵一程車程的收費。使用單程票則按兩個獨立車程分別計算票價。
  - 东涌綫及機場快綫：香港站、九龍站、青衣站

站外转乘
- 乘客使用同一張八達通出閘並在1小時內於港鐵和機場快綫間轉乘，即可豁免車費較低的一程車程的收費[11]。使用單程票則按兩個獨立車程分別計算票價。
  - 屯馬綫及機場快綫：柯士甸站 - 九龍站
- 乘客使用同一張八達通從屯馬綫轉乘輕鐵或從輕鐵轉乘屯馬綫，只要輕鐵部分的成人車費不超過港元$5.2（特惠適用的免費車程與成人相同），即可豁免輕鐵車費；但如輕鐵部分的成人車費超過港元$5.2，或出閘/出站起計 30 分鐘內未能到相應指定車站入站/入閘，這項轉乘優惠便會自動失效
  - 屯門站：屯門站 (輕鐵)、河田站
  - 兆康站：兆康站 (輕鐵)
  - 天水圍站：天水圍站 (輕鐵)
  - 元朗站：元朗站 (輕鐵)

### 臺灣

#### 台北捷運
捷運環狀線通車後，新增板橋及新埔民生站兩座可與板南線站外轉乘的車站，持悠遊卡或其他電子票證的乘客於一定時間內進入另一線閘門可合併里程，而持單程票的乘客則可透過不回收車票的轉乘專用閘門出站以進行轉乘。
站外轉乘站
- 使用悠遊卡、一卡通、愛金卡與有錢卡等電子票證，或單程票經由指定閘門出站时，於下列車站出閘後20分鐘內進入鄰線閘機，此站相当于换乘站，乘坐里程连续计算。
  - 板南線与環狀線：新埔站與新埔民生站、板橋站（板南線）與板橋站（環狀線）

### 泰國
在泰國曼谷，曼谷地鐵和曼谷BTS的票務系統沒有整合。在曼谷BTS與曼谷地鐵的轉乘站中，曼谷BTS和曼谷地鐵均各設有自己的付費區，兩者的付費區亦並不相連。因此於兩者間轉乘均需出閘並另外購票。

### 新加坡

#### 新加坡地鐵
2018年12月29日起，若乘客於15分鐘時限內出閘，並前往鄰近的地鐵或輕鐵站入閘，則不需支付再入閘收費。譬如乘客乘搭濱海市區線時如欲跳過市區環狀路段各站並節省車資，可於梧槽站出站，步行至惹蘭勿剎站入閘，以繼續行程。

### 英国

#### 倫敦交通局轄下鐵路
倫敦交通局於部分車站間設有出站轉乘機制（Out-of-station interchange），如乘客使用蠔卡或其他非接觸式支付系統於指定時間內完成出閘、入閘程序，轉乘前後的兩程車會被合併作一程車來計算車資。倫敦地鐵、倫敦地上鐵、輕鐵、伊利沙伯綫和大部份大倫敦內英鐵通勤服務的票務系統兼容（僅限蠔卡或其他非接觸式支付系統如銀行卡），並以劃一的收費區（fare zone）來制定和計算票價，不論每程的實際乘搭距離，旅程跨越的收費區越多票價亦相應增加。由於跨越的收費區每多一區時，所增加的車資通常只佔總車資的一小部分，因此經出站轉乘機制合併後的車資普遍較分開計算為便宜。
| 鐵路站           | 所屬路線                                                   | 相應鐵路站               | 相應鐵路站所屬路線                    | 容許轉乘時間                                             |
| ---------------- | ---------------------------------------------------------- | ------------------------ | ------------------------------------- | -------------------------------------------------------- |
| 阿爾德門         | 環線 · 漢默史密斯及城市線 · 大都會線                       | 阿爾德門東               | 漢默史密斯及城市線 · 區域線           | 10分鐘                                                   |
| 阿爾德門         | 環線 · 漢默史密斯及城市線 · 大都會線                       | 塔門廊                   | 碼頭區輕軌鐵路                        | 20分鐘                                                   |
| 拱門             | 北線                                                       | 上霍洛威                 | 福音橡至柏京線                        | 20分鐘                                                   |
| 銀行             | 中央線 · 北線 · 碼頭區輕軌鐵路                             | 坎農街                   | 環線 · 區域線                         | 15分鐘                                                   |
| 銀行             | 中央線 · 北線 · 碼頭區輕軌鐵路                             | 紀念碑                   | 環線 · 區域線                         | 15分鐘                                                   |
| 貝斯沃特         | 環線 · 區域線                                              | 女王道                   | 中央線                                | 10分鐘                                                   |
| 龐德街           | 中央線 · 伊利沙伯綫                                        | 牛津圓環                 | 貝克盧線 · 中央線 · 維多利亞線        | 20分鐘                                                   |
| 堡路             | 漢默史密斯及城市線 · 區域線                                | 堡教堂                   | 碼頭區輕軌鐵路                        | 15分鐘                                                   |
| 卡姆登鎮         | 北線                                                       | 卡姆登路                 | 北倫敦線                              | 20分鐘                                                   |
| 克拉珀姆北       | 北線                                                       | 克拉珀姆高街             | 內南倫敦線                            | 20分鐘                                                   |
| 埃奇韋爾路       | 環線 · 區域線 · 漢默史密斯及城市線                         | 埃奇韋爾路               | 貝克盧線                              | 20分鐘                                                   |
| 伍利奇兵工廠     | 碼頭區輕軌鐵路                                             | 伍利奇                   | 伊利沙伯綫                            | 20分鐘                                                   |
| 尤斯頓           | 北線 · 維多利亞線                                          | 尤斯頓廣場               | 環線 · 漢默史密斯及城市線 · 大都會線  | 20分鐘                                                   |
| 尤斯頓           | 北線 · 維多利亞線                                          | 尤斯頓                   | 沃特福德直流電鐵線                    | 40分鐘（地鐵至地上鐵/國鐵）/ 20分鐘（地上鐵/國鐵至地鐵） |
| 尤斯頓廣場       | 環線 · 漢默史密斯及城市線 · 大都會線                       | 尤斯頓                   | 沃特福德直流電鐵線                    | 40分鐘（地鐵至地上鐵/國鐵）/ 20分鐘（地上鐵/國鐵至地鐵） |
| 尤斯頓廣場       | 環線 · 漢默史密斯及城市線 · 大都會線                       | 華倫街                   | 北線 · 維多利亞線                     | 20分鐘                                                   |
| 芬奇利路         | 朱比利線 · 大都會線                                        | 芬奇利路及弗格納爾       | 北倫敦線                              | 20分鐘                                                   |
| 漢默史密斯       | 環線 · 漢默史密斯及城市線                                  | 漢默史密斯               | 區域線 · 皮卡迪利線                   | 20分鐘                                                   |
| 漢格巷           | 中央線                                                     | 皇家公園                 | 皮卡迪利線                            | 25分鐘                                                   |
| 伍德巷           | 環線 · 漢默史密斯及城市線                                  | 白城                     | 中央線                                | 20分鐘                                                   |
| 伊肯納姆         | 大都會線 · 皮卡迪利線                                      | 西萊斯里普               | 中央線                                | 30分鐘                                                   |
| 肯蒂什鎮         | 北線                                                       | 肯蒂什鎮西               | 北倫敦線                              | 20分鐘                                                   |
| 肯頓             | 貝克盧線 · 沃特福德直流電鐵線                              | 諾斯維克公園             | 大都會線                              | 20分鐘                                                   |
| 基爾伯恩         | 朱比利線                                                   | 布朗德斯伯里             | 北倫敦線                              | 20分鐘                                                   |
| 蘭開斯特門       | 中央線                                                     | 帕丁頓（伊利沙伯線閘口） |                                       | 40分鐘（地鐵至伊利沙伯線）/ 20分鐘（伊利沙伯線至地鐵）   |
| 萊頓斯通         | 中央線                                                     | 萊頓斯通高路             | 福音橡至柏京線                        | 20分鐘                                                   |
| 帕丁頓           | 環線 · 漢默史密斯及城市線                                  | 帕丁頓                   | 貝克盧線 · 環線 · 區域線 · 伊利沙伯綫 | 20分鐘                                                   |
| 利物浦街         | 中央線 · 環線 · 漢默史密斯及城市線 · 大都會線 · 伊利沙伯綫 | 利物浦街                 | 李河谷線                              | 40分鐘（地鐵至地上鐵/國鐵）/ 20分鐘（地上鐵/國鐵至地鐵） |
| 七姊妹           | 維多利亞線 · 李河谷線                                      | 南托特納姆               | 福音橡至柏京線                        | 20分鐘                                                   |
| 牧者叢           | 中央線                                                     | 牧者叢                   | 西倫敦線                              | 20分鐘                                                   |
| 塔丘             | 環線 · 區域線                                              | 塔門廊                   | 碼頭區輕軌鐵路                        | 15分鐘                                                   |
| 沃爾瑟姆斯托中央 | 維多利亞線 · 李河谷線                                      | 沃爾瑟姆斯托女王路       | 福音橡至柏京線                        | 25分鐘                                                   |
| 西漢普斯特德     | 朱比利線                                                   | 西漢普斯泰德             | 北倫敦線                              | 20分鐘                                                   |
| 巴特錫發電站     | 北線                                                       | 巴特錫公園               | 內南倫敦線                            | 20分鐘                                                   |
| 金絲雀碼頭       | 碼頭區輕軌鐵路                                             | 金絲雀碼頭               | /                                     | 20分鐘*                                                  |
| 金絲雀碼頭       | 朱比利線                                                   | 喜朗船塢                 | 碼頭區輕軌鐵路                        | 15分鐘                                                   |
| 波普勒           | 碼頭區輕軌鐵路                                             | 金絲雀碼頭               | 伊利沙伯綫                            | 20分鐘                                                   |
| 沙德韋爾         | 碼頭區輕軌鐵路                                             | 沙德韋爾                 | 東倫敦線                              | 15分鐘                                                   |
| 西印度碼頭       | 碼頭區輕軌鐵路                                             | 金絲雀碼頭               | 伊利沙伯綫                            | 20分鐘                                                   |
| 海關樓           | 碼頭區輕軌鐵路                                             | 海關樓                   | 伊利沙伯綫                            | 10分鐘                                                   |
| 達爾斯頓京士蘭   | 北倫敦線                                                   | 達爾斯頓交匯             | 東倫敦線                              | 20分鐘                                                   |
| 新十字           | 東倫敦線                                                   | 新十字門                 | 東倫敦線                              | 25分鐘                                                   |
| 森林門           | 伊利沙伯綫                                                 | 旺斯特德公園             | 福音橡至柏京線                        | 20分鐘                                                   |
| 曼諾公園         | 伊利沙伯綫                                                 | 伍德格蘭奇公園           | 福音橡至柏京線                        | 20分鐘                                                   |

註解:
- 金絲雀碼頭為倫敦地鐵銀禧線、碼頭區輕便鐵路和伊利沙伯線的車站。然而，三線各設獨立的站體及付費區，三站間亦不設付費區內通道。乘客於任何兩線間轉乘均需出站，時限均為20分鐘
- 除了上述組合外，倫敦交通局亦於部分有付費區內轉乘通道的車站設立出閘轉乘機制，容許乘客經付費區外轉乘另一路線，如法靈頓、國王十字聖潘克拉斯、托登罕宮路站和哈克尼唐斯（與哈克尼中央站設有付費區內轉乘通道）[13]。

部分倫敦交通局轄下鐵路的車站亦與位於大倫敦的相應英國國家鐵路車站設有付費區外轉乘機制，如乘客使用蠔卡或其他非接觸式支付系統於指定時間內完成出閘、入閘程序，轉乘前後的兩程車會被合併作一程車來計算車資。

## 不設轉乘優惠/機制的轉車站

### 中国大陆
中國大陸各城市的地鐵、有軌電車和市郊鐵路系統之間普遍不設轉乘優惠或乘車里數連續計算的機制。

#### 重庆軌道交通
重庆畅通卡的优惠规则中，公交转轨交或轨交转公交均有优惠，轨交转轨交则不享受任何优惠。此外由于重庆早期修建的单轨与后期地铁的换乘需修建天地换乘通道，很多规划内原本为同一站的在实际运营后不使用同一名称，虽然车站相对距离极近，也不设置虚拟换乘，乘客出站换乘不享受任何优惠。这样的车站有:
- 3号线园博园站和5号线园博中心站
- 3号线回兴站和9号线兴科大道站
- 3号线狮子坪站和10号线龙头寺公园站

#### 上海軌道交通
转乘站
- 磁浮线：浦东国际机场站（2号线）、龍陽路站（2號線、7号线、16号线、18号线）
- 金山鐵路：上海南站站（1號線、3号线、15号线）

### 香港

#### 港鐵
- 出站轉乘
  - 旺角東站（東鐵線）：太子站、旺角站（荃灣線、觀塘線）
  - 荃灣西站（屯馬線）：荃灣站（荃灣線）
  - 會展站（東鐵線）：灣仔站（港島線）
  - 上環站（港島線）：香港站（東涌線、機場快綫）
  - 柯士甸站（屯馬線）：九龍站（僅東涌線）

#### 其他鐵路系統與港鐵間之轉乘
- 香港電車：港島線堅尼地城至筲箕灣沿途各站
- 山頂纜車：中環站（荃灣線、港島線）、金鐘站（荃灣線、港島線、東鐵線、南港島線）
- 昂坪360（東涌站 (昂坪360)）：東涌站（東涌線）

### TWN

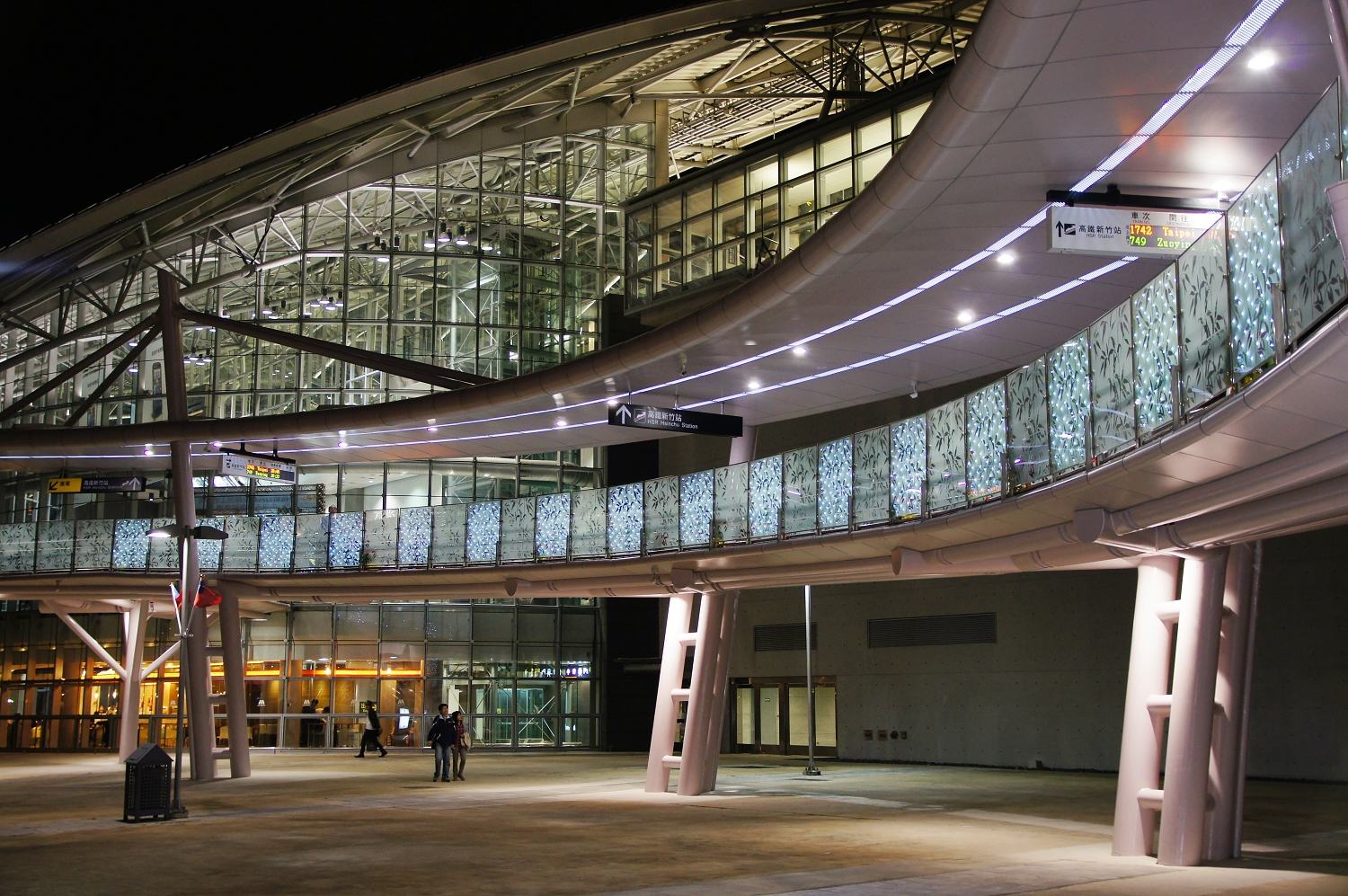
連結台鐵六家車站和高鐵新竹站的行人天橋

### 臺灣
| 臺灣高鐵站 | 相應臺鐵及捷運車站                             | 可轉乘之臺鐵路線 | 可轉乘之捷運路線                                       |
| ---------- | ---------------------------------------------- | ---------------- | ------------------------------------------------------ |
| 南港       | （共構）                                       | 縱貫線北段       | 台北捷運板南線                                         |
| 臺北       | 北門站 (台北捷運)、臺北車站 (桃園捷運)（共構） | 縱貫線北段       | 台北捷運板南線、淡水信義線、松山新店線及桃園捷運機場線 |
| 板橋       | （共構）                                       | 縱貫線北段       | 台北捷運板南線及環狀線                                 |
| 桃園       | 高鐵桃園站 (桃園捷運)（共站）                  | 無               | 桃園捷運機場線                                         |
| 新竹       | 六家車站（共站）                               | 六家線           | 無                                                     |
| 苗栗       | 豐富車站（共站）                               | 臺中線           | 無                                                     |
| 台中       | 新烏日車站、高鐵台中站 (台中捷運)（共站）      | 臺中線           | 臺中捷運綠線                                           |
| 台南       | 沙崙車站（共站）                               | 沙崙線           | 無                                                     |
| 左營       | 新左營車站、左營/高鐵站 (高雄捷運)（共站）     | 縱貫線南段       | 高雄捷運紅線                                           |

| 臺鐵車站 | 臺鐵路線           | 相應捷運及/或輕軌車站  | 可轉乘之捷運及/或輕軌路線 |
| -------- | ------------------ | ---------------------- | ------------------------- |
| 松山     | 縱貫線北段         | （共構）               | 台北捷運松山新店線        |
| 萬華     | 縱貫線北段         | 龍山寺站（站外轉乘）   | 台北捷運板南線            |
| 松竹     | 臺中線             | 松竹站（共站）         | 臺中捷運綠線              |
| 大慶     | 臺中線             | 大慶站（共站）         | 臺中捷運綠線              |
| 烏日     | 臺中線             | 烏日站（站外轉乘）     | 臺中捷運綠線              |
| 岡山     | 縱貫線南段         | 岡山車站（共站）       | 高雄捷運紅線              |
| 橋頭     | 縱貫線南段         | 橋頭火車站（共構）     | 高雄捷運紅線              |
| 楠梓     | 縱貫線南段         | 都會公園站（站外轉乘） | 高雄捷運紅線              |
| 美術館   | 縱貫線南段         | （站外轉乘）           | 高雄捷運環狀輕軌          |
| 鼓山     | 縱貫線南段         | （站外轉乘）           | 高雄捷運環狀輕軌          |
| 高雄     | 縱貫線南段、屏東線 | （共構）               | 高雄捷運紅線              |
| 科工館   | 縱貫線南段         | （站外轉乘）           | 高雄捷運環狀輕軌          |
| 鳳山     | 屏東線             | 鳳山站（站外轉乘）     | 高雄捷運橘線              |

| 捷運站               | 捷運路線           | 相應捷運/輕軌站                       | 可轉乘之捷運/輕軌路線                      |
| -------------------- | ------------------ | ------------------------------------- | ------------------------------------------ |
| 紅樹林站             | 台北捷運淡水信義線 | （站外轉乘）                          | 新北捷運淡海輕軌綠山線                     |
| 十四張站             | 台北捷運環狀線     | （站外轉乘）                          | 新北捷運安坑輕軌                           |
| 北門站               | 台北捷運松山新店線 | 台北車站、台北車站 (桃園捷運)（共站） | 台北捷運板南線及淡水信義線、桃園捷運機場線 |
| 三重站               | 台北捷運中和新蘆線 | （共站）                              | 桃園捷運機場線                             |
| 新北產業園區站       | 台北捷運環狀線     | （共站）                              | 桃園捷運機場線                             |
| 丹鳳站               | 台北捷運中和新蘆線 | 泰山貴和站（站外轉乘）                | 桃園捷運機場線                             |
| 凹子底站             | 高雄捷運紅線       | 愛河之心站（站外轉乘）                | 高雄捷運環狀輕軌                           |
| 哈瑪星站             | 高雄捷運橘線       | 哈瑪星站（站外轉乘）                  | 高雄捷運環狀輕軌                           |
| 凱旋站               | 高雄捷運紅線       | 前鎮之星站（站外轉乘）                | 高雄捷運環狀輕軌                           |
| 五塊厝站、文化公園站 | 高雄捷運橘線       | 凱旋公園站（站外轉乘）                | 高雄捷運環狀輕軌                           |

### 日本
在日本，地鐵、JR和私鐵之間的票務系統普遍不作整合，因此三者或任何兩者會於共同的車站各自設立自己的付費區。如車站內各付費區並未相連，乘客就需進行付費區外轉乘。譬如大阪市高速電氣軌道（大阪地下鐵）千日前線的野田阪神車站與  西日本旅客鐵道JR東西線的海老江站、 阪神電氣鐵道的野田站共站，但彼此間沒有設付費區內通道。
在东京地下鐵，乘客可無條件地使用智慧卡（PASMO）或单程票進行出閘轉乘。进行单程票换乘时仅限使用特定站点所设置之橙色闸机，并需要在60分钟之内完成换乘。都营地下铁没有这个设定。

### 英国

#### 倫敦交通局轄下鐵路
在倫敦交通局出版的倫敦地鐵路線圖上，距離相近的車站間會以虛線連結，以顯示乘客可於該組車站間轉乘不同路線。雖然如此，並非所有以虛線連結的車站組合均設有倫敦交通局的出站轉乘機制。如乘客使用這些車站組合，轉乘前後的車資會被獨立計算。
| 鐵路站 | 所屬路線   | 相應鐵路站   | 相應鐵路站所屬路線 |
| ------ | ---------- | ------------ | ------------------ |
| 瑞士屋 | 朱比利線   | 南漢普斯特德 | 沃特福德直流電鐵線 |
| 曼諾樓 | 皮卡迪利線 | 哈林蓋綠巷   | 福音橡至柏京線     |

## 外部連結
1. 上海交通网－轨道交通线路介绍
2. 上海交通网－轨道交通线换乘
3. 上海地鐵運營有限公司－換乘指引